# Alexandr Usov
Alexandr Usov (Minsk, 27 de agosto de 1977) es un ciclista bielorruso.
Debutó en el año 2000 con el equipo suizo Phonak, del español Álvaro Pino y compitió como profesional hasta el año 2010 siendo miembro del ISD-Neri. Era un destacado esprínter, pues la mayoría de sus victorias fueron casi todas ellas al esprint.

## Palmarés
1998
- 2.º en el Campeonato de Bielorrusia en Ruta

2000
- 1 etapa del Tour del Porvenir

2001
- 2 etapas de la Vuelta a la Baja Sajonia
- 1 etapa del Tour del Porvenir

2002
- Campeonato de Bielorrusia en Ruta
- 1 etapa del Tour de Poitou-Charentes
- 1 etapa del Tour del Porvenir

2003
- Trofeo Sóller
- 1 etapa de la Clásica de Alcobendas[1]

2004
- 1 etapa de la Vuelta a la Comunidad Valenciana
- Tour de Berna

2005
- 1 etapa del Circuito de las Ardenas
- 1 etapa de la Boucles de la Mayenne
- 1 etapa del Tour de Hesse

2007
- 1 etapa del Tour de Limousin

2008
- 1 etapa del Tour de Langkawi
- 3.º en el Campeonato de Bielorrusia en Ruta

## Resultados en Grandes Vueltas y Campeonatos del Mundo
| Carrera         | Carrera         | 2000 | 2001 | 2002 | 2003  | 2004 | 2005 | 2006 | 2007  | 2008  | 2009 | 2010 |
| --------------- | --------------- | ---- | ---- | ---- | ----- | ---- | ---- | ---- | ----- | ----- | ---- | ---- |
|                 | Giro de Italia  | —    | —    | —    | —     | 97.º | —    | —    | 106.  | 119.º | —    | —    |
|                 | Tour de Francia | —    | —    | —    | —     | —    | —    | —    | —     | —     | —    | —    |
|                 | Vuelta a España | —    | —    | —    | 145.º | —    | —    | 89.º | 119.º | 123.º | —    | —    |
| Mundial en Ruta | Mundial en Ruta | —    | —    | 49.º | 22.º  | —    | 27.º | 61.º | 16.º  | —     | —    | —    |

—: no participa

Ab.: abandono